# German Titov (hockeista su ghiaccio)
German Michajlovič Titov (in russo Ге́рман Миха́йлович Тито́в?; Borovsk, 16 ottobre 1965) è un ex hockeista su ghiaccio russo, fino al 1991 sovietico.

## Palmarès

### Olimpiadi invernali
- 1 medaglia:
  - 1 argento (Nagano 1998)

### Mondiali
- 1 medaglia:
  - 1 oro (Germania 1993)